# 경주 양동마을 낙선당 고택
경주 양동마을 낙선당 고택(慶州 良洞마을 樂善堂 古宅)은 대한민국 경상북도 경주시 강동면 양동리, 양동마을에 있는 조선시대의 가옥이다. 1979년 1월 26일 대한민국의 국가민속문화재 제73호로 지정되었다.

## 개요
양동 마을은 월성 손씨와 여강 이씨의 동족마을로, 넓은 안강평야에 전통깊은 여러 집들을 잘 보존하고 있는 곳이다. 이 집은 낙선당(樂善堂) 손종로 선생의 종가집으로 월성 손씨의 종가인 손동만 가옥 북쪽에 자리 잡고 있다. 조선 중종 35년(1540)에 지은 집으로 ‘낙선당(樂善堂)’이란 이름은 원래 사랑채의 이름이다.
집의 구성은 크게 대문채, 안채, 행랑채로 되어 있는데, '一'자 모양의 사랑채가 안채 옆면에 이어져 있다.
대문채는 앞면 3칸·옆면 1칸 크기로 '一'자형 평면을 이루고 있다. 가운데 문을 중심으로 오른쪽에 행랑방, 왼쪽에 외양간(원래는 마구간이었다고 함)을 두었다. 안채는 '一'자형 행랑채와 안쪽으로 'ㄷ'자형 몸채를 두어 전체로 볼 때 ㅁ자형 평면을 갖추고 있다. 이와 같은 구조는 흔히 볼 수 있는 구성이지만 사랑마당과 광채를 넉넉하게 나누었고, 보통 양반집과 달리 기단을 낮게 세워 보기드문 수법이라고 할 수 있다. 안채 마당에서 본 대청을 중심으로 오른쪽에 안사랑방, 헛청, 광이 있고 왼쪽에 안방, 부엌, 부엌아랫방, 찬광을 두었다.
행랑채는 앞면 7칸·옆면 1칸 크기로 가운데에 안대문을 두고 오른쪽에는 광을, 왼쪽에는 행랑방을 3칸 두었다.
사랑채는 앞면 5칸·옆면 1칸 반 크기로 대청과 사랑방을 두었는데 안채와 연결되어 있다.
구조와 구성이 비교적 기능과 실용을 강조하고 있고 간소한 구조를 잘 갖추고 있다는 점에서 주목 받고 있는 자료이다.

## 명칭 변경
당초 문화재 지정명칭은 '양동 낙선당'이었으나, 문화재 지정명칭 부여지침에 따라 '소재지, 마을명, 당호, 고택'을 사용하여 '경주 양동마을 낙선당 고택'으로 2017년 2월 28일 명칭이 변경되었다.

## 같이 보기
- 양동마을

## 참고 자료
- 경주 양동마을 낙선당 고택 - 국가유산청 국가유산포털